# گوگرچین (هریس)
گوورچین یکی از روستاهای استان آذربایجانشرقی است که در دهستان مواضع‌خان شرقی بخش خواجه شهرستان هریس واقع شده‌است.